# Liste der Baudenkmäler in Bruckmühl

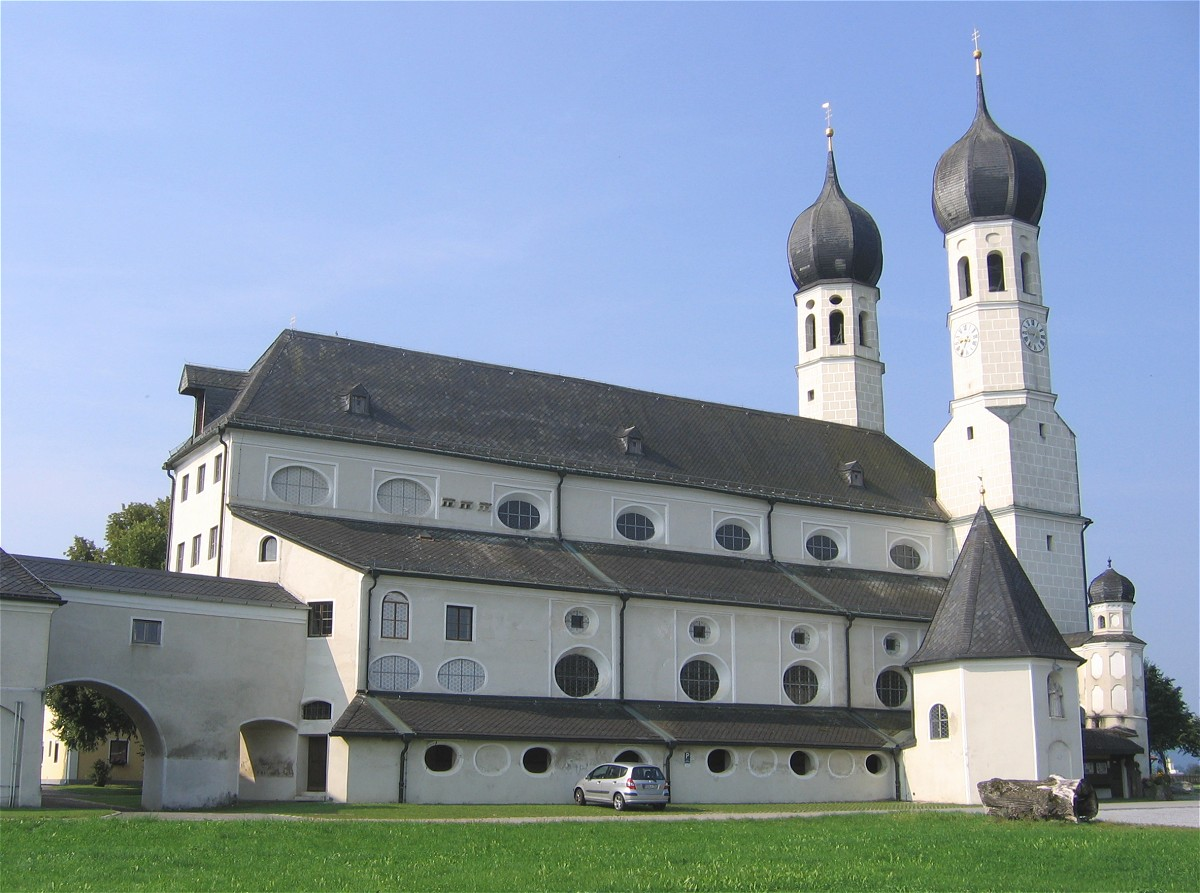
Wallfahrtskirche im Bruckmühler Ortsteil Weihenlinden

Auf dieser Seite sind die Baudenkmäler in dem oberbayerischen Markt Bruckmühl zusammengestellt. Diese Tabelle ist eine Teilliste der Liste der Baudenkmäler in Bayern. Grundlage ist die Bayerische Denkmalliste, die auf Basis des Bayerischen Denkmalschutzgesetzes vom 1. Oktober 1973 erstmals erstellt wurde und seither durch das Bayerische Landesamt für Denkmalpflege geführt wird. Die folgenden Angaben ersetzen nicht die rechtsverbindliche Auskunft der Denkmalschutzbehörde.

## Ensembles

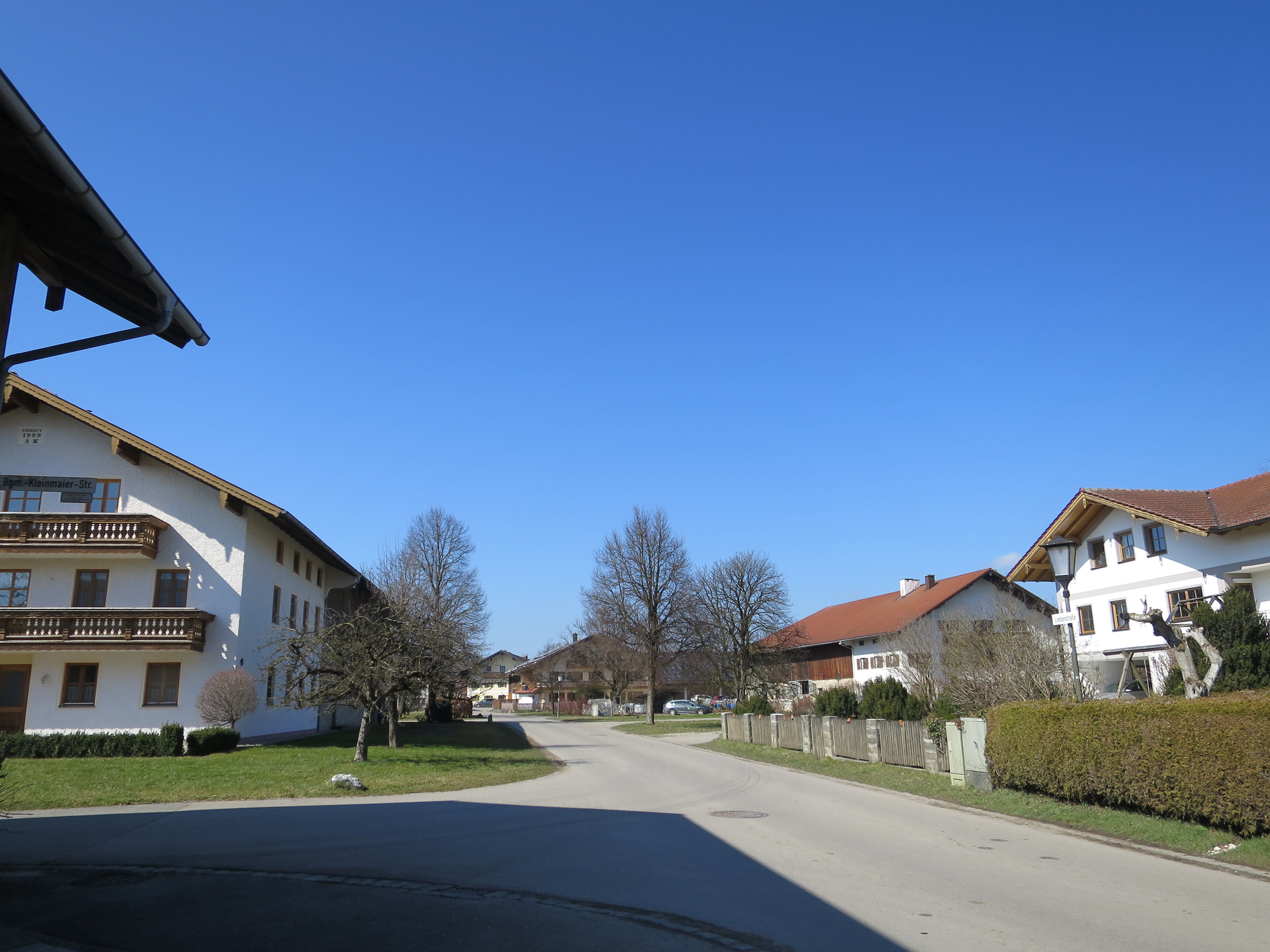
Lindenstraße Högling

### Ensemble Ortskern Högling
Das Ensemble umfasst den im Nordteil des Dorfes gelegenen Anger mit seiner Bebauung. Es handelt sich um einen west-östlich gerichteten keilförmigen Platz abseits der Haupt- und Durchgangsstraße. An den drei Seiten des Angers reihen sich siebzehn alte Bauernanwesen, die Dorfschmiede und drei Wohnhausneubauten. Bei den Bauernhöfen handelt es sich um Einfirstanlagen des 18. und 19. Jahrhunderts; die Giebel der verputzten Wohnteile sind streng nach Osten gerichtet, die dem Anger zugewendeten Traufseiten der Anwesen schließen sich – besonders auf der Südseite – zu einer gestaffelten Platzwand zusammen. Im Osten bilden der freistehende Hof Lindenstraße 28 und die alte Dorflinde eine Begrenzung des Ensembles, am spitz zusammenlaufenden Westende schließt die eindrucksvolle Gruppe der Höfe Lindenstraße 4, 5, 8 das Platzbild ab. - Die Schmiede, ein Bau des 19. Jh. mit steilem Satteldach, setzt einen besonderen Akzent; die Neubauten Lindenstraße 17, 13, 11 fügen sich nur ungenügend in das Ensemble ein.
Aktennummer: E-1-87-122-1

## Baudenkmäler nach Ortsteilen

### Bruckmühl
| Lage                                | Objekt                            | Beschreibung | Akten-Nr.                              | Bild           |
| ----------------------------------- | --------------------------------- | --- | -------------------------------------- | -------------- |
| Berghamer Straße 5 (Standort)       | Villa                             | Dreigeschossiger Satteldachbau im Stil des Historismus mit getrepptem Giebel, hölzernen Balkonen und Zierfachwerk, um 1880/90 | D-1-87-122-6 Wikidata                  | weitere Bilder |
| Berghamer Straße 7 (Standort)       | Villa                             | Zweigeschossige Anlage in zwei Flügeln mit Pavillonturm, Satteldach, angeschlossener Kegelbahn und langgestreckten Arkaden, im Stil des Neupalladianismus, Mitte des 19. Jahrhunderts | D-1-87-122-7 Wikidata                  | Villa          |
| Berghamer Straße 5/7 (Standort)     | Parkanlage                        | Ende des 19. Jahrhunderts | D-1-87-122-6 und -7 zugehörig Wikidata | BW             |
| Göttinger Straße 2 (Standort)       | Wohn- und Geschäftshaus           | Dreigeschossiger Putzbau mit Walmdach, Putzgliederungen im Stil der Neurenaissance, um 1900 | D-1-87-122-1 Wikidata                  | weitere Bilder |
| Kirchdorfer Straße 8 (Standort)     | Katholische Pfarrkirche Herz-Jesu | Saalbau mit Westturm, neubarocke Anlage mit barockisierender Haube, Putzgliederungen und giebelseitigem Wandbild Christi, Friedrich Haindl, 1926 | D-1-87-122-2                           | weitere Bilder |
| Kirchdorfer Straße 12 (Standort)    | Villa                             | Landhaus, zweigeschossiger Putzbau mit Walmdach, Ziergiebel, Putzgliederungen, Eckerker, Eisen- und Holzbalkonen, 1902 | D-1-87-122-3 Wikidata                  | weitere Bilder |
| Kirchdorfer Straße 31 (Standort)    | Villa                             | Zweigeschossiger Putzbau mit Satteldach, Eckerkerturm, neubarockem Ziergiebel, historisierenden Putzgliederungen und hölzernem Balkon, Architekt Misoni, 1902 Einfriedungsgitter, um 1902 | D-1-87-122-4 Wikidata                  | weitere Bilder |
| Sonnenwiechser Straße 12 (Standort) | Villenartiges Wohnhaus            | Zweigeschossiger Satteldachbau mit Quergiebeln und Mezzanin, Putzgliederungen, Sprengwerk und gusseisernem Balkon, in historisierender Formensprache, am Giebel bezeichnet mit 1893 | D-1-87-122-59 Wikidata                 | weitere Bilder |
| Sonnenwiechser Straße 21 (Standort) | Stuckenhaus                       | Villenartiges Wohnhaus des Baumeisters Peter Missoni, dann Kloster der Armen Schulschwestern. Zweigeschossiger Satteldachbau mit Quergiebel, Putzgliederungen und schmiedeeisernem Balkon, in historisierender Formensprache, nach Plänen von Baumeister Peter Missoni, um 1900 Einfriedung mit Portalbogen, gleichzeitig | D-1-87-122-5 Wikidata                  | weitere Bilder |

### Ginsham
| Lage                     | Objekt                | Beschreibung | Akten-Nr.              | Bild           |
| ------------------------ | --------------------- | --- | ---------------------- | -------------- |
| Ginsham 33/36 (Standort) | Bauernhaus            | Wohnteil des Einfirsthauses, zweigeschossiger Flachsatteldachbau mit Blockbauobergeschoss, umlaufender Laube und Hochlaube, 18. Jahrhundert                                                         | D-1-87-122-10 Wikidata | weitere Bilder |
| Ginsham 37 (Standort)    | Ehemaliges Bauernhaus | Einfirsthof, zweigeschossiger Flachsatteldachbau, Wohnteil mit Blockbauobergeschoss, umlaufender Laube und verkleideter Hochlaube, 18. Jahrhundert                                                  | D-1-87-122-11 Wikidata | weitere Bilder |
| Ginsham 38 (Standort)    | Gasthaus              | Zweigeschossiger Satteldachbau mit umlaufender Laube, verbretterter Hochlaube, erdgeschossigen Eckerkern und Wandbildern, um 1932                                                                   | D-1-87-122-12 Wikidata | weitere Bilder |
| Ginsham 41 (Standort)    | Bauernhaus            | Wohnteil des Einfirsthauses, zweigeschossiger Flachsatteldachbau mit Blockbauobergeschoss, umlaufender Laube und Hochlaube, 18. Jahrhundert                                                         | D-1-87-122-16          | weitere Bilder |
| Ginsham 42 (Standort)    | Bauernhaus            | Wohnteil des Einfirsthauses, zweigeschossiger Flachsatteldachbau mit Blockbauobergeschoss, verbretterter Hochlaube und Hausfigur eines Christus, 1. Hälfte 18. Jahrhundert und wohl 19. Jahrhundert | D-1-87-122-15 Wikidata | weitere Bilder |
| Ginsham 48 (Standort)    | Bauernhaus            | Wohnteil des Einfirsthauses, zweigeschossiger Flachsatteldachbau mit verputztem Blockbau-Obergeschoss, giebelseitiger Laube und Erker, 18. Jahrhundert, im 19. Jahrhundert erweitert                | D-1-87-122-14 Wikidata | weitere Bilder |

### Götting
| Lage                    | Objekt                              | Beschreibung | Akten-Nr.              | Bild           |
| ----------------------- | ----------------------------------- | --- | ---------------------- | -------------- |
| Kirchplatz 2 (Standort) | Katholische Pfarrkirche St. Michael | Saalbau mit Westturm mit Kuppelhaube, barocke Anlage von Wolfgang Dientzenhofer, 1723–1725 erbaut; mit Ausstattung Einfriedung mit Friedhofskapelle | D-1-87-122-19          | weitere Bilder |
| Kirchplatz 3 (Standort) | Ehemaliger Pfarrhof                 | Zweigeschossiger Putzbau mit vorstehendem mittelsteilen Satteldach und Giebellaube, wohl Mitte 19. Jahrhundert.                                     | D-1-87-122-20 Wikidata | weitere Bilder |

### Högling
| Lage                            | Objekt                             | Beschreibung | Akten-Nr.                        | Bild               |
| ------------------------------- | ---------------------------------- | --- | -------------------------------- | ------------------ |
| Dorfstraße 26 (Standort)        | Einfirstanlage, Wohnteil           | Zweigeschossiger Satteldachbau mit Blockbauobergeschoss, Giebellaube, verbretterter Hochlaube, traufseitiges Bundwerk am Wirtschaftsteil, am Bundwerk bezeichnet mit 1778                                                  | D-1-87-122-24 Wikidata           | weitere Bilder     |
| Lindenstraße 19a (Standort)     | Ehemalige Schmiede                 | Schmaler zweigeschossiger Satteldachbau mit Putzbandgliederungen, um Mitte 19. Jahrhundert | D-1-87-122-27 Wikidata           | Ehemalige Schmiede |
| Lindenstraße 22 (Standort)      | Bauernhaus, Einfirsthof            | Zweigeschossiger Flachsatteldachbau, Wirtschaftsteil mit Bundwerk, Anfang 19. Jahrhundert | D-1-87-122-29 Wikidata           | weitere Bilder     |
| Lindenstraße 26 (Standort)      | Ehem. Bauernhaus                   | Einfirstanlage, zweigeschossiger massiver Satteldachbau, 2. Hälfte 19. Jh., im Kern älter, Dachtragwerk, spätes 19. Jh. | D-1-87-122-65                    | weitere Bilder     |
| Lindenstraße 28 (Standort)      | Bundwerk                           | Am Wirtschaftsteil, Mitte 19. Jahrhundert | D-1-87-122-31 Wikidata           | Bundwerk           |
| St. Martin-Straße 18 (Standort) | Einfirsthof, Wohnteil              | Zweigeschossiger Flachsatteldachbau mit giebelseitiger Hochlaube und traufseitiger Laube und Fresko, Wirtschaftsteil mit Bundwerk, bezeichnet mit 1819, östlich zweigeschossiger Anbau mit Walmdach, Mitte 19. Jahrhundert | D-1-87-122-32 Wikidata           | weitere Bilder     |
| St.-Martin-Straße 20 (Standort) | Katholische Pfarrkirche St. Martin | Saalbau mit Westturm, Chor und Langhaus um 1300, Turm um 1500, barocker Ausbau 1758; mit Ausstattung | D-1-87-122-23                    | weitere Bilder     |
| St.-Martin-Straße 20 (Standort) | Friedhofskapelle                   | Erdgeschossiger Massivbau mit Walmdach und Mittelrisalit mit Satteldach, um 1910 | D-1-87-122-23 zugehörig Wikidata | Friedhofskapelle   |

### Kirchdorf am Haunpold
| Lage                            | Objekt                               | Beschreibung | Akten-Nr.                        | Bild           |
| ------------------------------- | ------------------------------------ | --- | -------------------------------- | -------------- |
| Ginshamer Straße 21 (Standort)  | Pfarrhof                             | Zweigeschossiger Satteldachbau mit Putzgliederungen, Segmentbogenfenstern und giebelseitiger Hochlaube, um 1860/70                                                                                   | D-1-87-122-38 Wikidata           | weitere Bilder |
| Haunpoldstraße 14 (Standort)    | Bauern- und Handwerkerhaus           | Wohnteil des Einfirsthauses, zweieinhalbgeschossiger Satteldachbau mit Putzgliederungen, einheitlichen Segmentbogenfenster und Hochlaube, Tür bezeichnet mit 1884                                    | D-1-87-122-39 Wikidata           | weitere Bilder |
| Haunpoldstraße 27 (Standort)    | Katholische Pfarrkirche St. Vigilius | Saalbau mit oktogonalem Westturm mit Spitzhelm, spätgotische Anlage von Hans Holnstainer, teilweise barockisiert und regotisiert, 1470, 1697, 1875, 1927; mit Ausstattung                            | D-1-87-122-36 Wikidata           | weitere Bilder |
| Maxhofener Straße 17 (Standort) | Bauernhaus, Einfirsthaus             | Zweigeschossiger Putzbau mit Flachsatteldach, profilierten Pfettenköpfen, verbrettertem Kniestock, Putzgliederungen und Hochlaube, Wirtschaftsteil mit traufseitigem Bundwerk, Mitte 19. Jahrhundert | D-1-87-122-40 Wikidata           | weitere Bilder |
| Schmiedstraße 5 (Standort)      | Villa, sogenanntes Schlössl          | Barocker zweigeschossiger Schopfwalmdachbau mit Mezzanin, Putzgliederungen und traufseitigem Balkon, 1780 (Denkmalpreis Landkreis Rosenheim 2012)                                                    | D-1-87-122-41 Wikidata           | weitere Bilder |
| Schmiedstraße 5 (Standort)      | Kapelle                              | Über Torbogen mit der Villa verbunden, Saalbau mit Rundbogenfenstern, Chorturm und starkem Gesims, 1819; profaniert                                                                                  | D-1-87-122-41 zugehörig Wikidata | Kapelle        |

### Weihenlinden
| Lage                                           | Objekt                                          | Beschreibung | Akten-Nr.              | Bild           |
| ---------------------------------------------- | ----------------------------------------------- | --- | ---------------------- | -------------- |
| Adlfurter Straße 1 (Standort)                  | Katholische Wallfahrtskirche Hl. Dreifaltigkeit | Dreischiffige Emporenbasilika mit Walmdach und zwei Westtürmen mit barocken Hauben, barocke Anlage mit Hl.-Grab-Kapelle, nach Plänen von Propst Valentin, 1653–57, 1679 Turmneubau, 1696 Anbau Hl.-Grab-Kapelle; mit Ausstattung                                                          | D-1-87-122-56 Wikidata | weitere Bilder |
| Lindenstraße 47 (Standort)                     | Gasthof                                         | Zweigeschossiger Putzbau mit Schopfwalmdach, 1. Hälfte 19. Jahrhundert | D-1-87-122-57 Wikidata | weitere Bilder |
| Lindenstraße 50, Adlfurter Straße 3 (Standort) | Pfarrhaus                                       | Zwei aneinandergebaute Wohnhäuser, älteres Wohnhaus als zweigeschossiger Putzbau mit Walmdach, jüngeres Wohnhaus als zweigeschossiger Satteldachbau, 17. Jahrhundert, 1. Viertel 20. Jahrhundert Torbogen mit Verbindungsgang zur Wallfahrtskirche, 17. Jahrhundert Pfarrgartenummauerung | D-1-87-122-58 Wikidata | weitere Bilder |

### Weitere Ortsteile
| Lage                                             | Objekt                                  | Beschreibung | Akten-Nr.              | Bild                                    |
| ------------------------------------------------ | --------------------------------------- | --- | ---------------------- | --------------------------------------- |
| Bergham Bergham 3, in Bergham (Standort)         | Katholische Ortskapelle St. Maria       | Massivbau mit chorseitig abgewalmten Satteldach, Dachreiter und westlichem Vorbau, 1688; mit Ausstattung | D-1-87-122-8 Wikidata  | weitere Bilder                          |
| Bergham Bergham 6 (Standort)                     | Wohnteil des Bauernhauses               | Zweigeschossiger Putzbau mit vorkragendem Flachsatteldach, giebelseitiger Laube und Hochlaube, Haustür bezeichnet mit 1829 | D-1-87-122-9 Wikidata  | Wohnteil des Bauernhauses               |
| Heufeld Pfarrer-Loidl-Straße 1 (Standort)        | St. Korbinian                           | Kath. Pfarrkirche St. Korbinian, verputzter Saalbau mit Satteldach und niedrigem Seitenschiff, einseitig geschlossenem Kolonnadengang mit Satteldach und anschließendem verputztem Glockenturm mit Pyramidendach, von Josef Wiedemann, 1953/54; mit Ausstattung. | D-1-87-122-67          | weitere Bilder                          |
| Jenkofen Jenkofen 2 (Standort)                   | Bauernhaus, Einfirsthaus                | Zweigeschossiger Flachsatteldachbau mit giebelseitiger Hochlaube und traufseitiger Laube, Wirtschaftsteil mit Bundwerk, 1. Hälfte 19. Jahrhundert | D-1-87-122-34 Wikidata | Bauernhaus, Einfirsthaus                |
| Jenkofen Jenkofen 3 (Standort)                   | Bauernhaus, Wohnteil des Einfirsthauses | Zweigeschossiger Putzbau mit vorkragendem Satteldach, Laube, Giebellaube und Nische mit Madonna, um Mitte 19. Jahrhundert | D-1-87-122-35 Wikidata | Bauernhaus, Wohnteil des Einfirsthauses |
| Linden Linden 3 (Standort)                       | Katholische Filialkirche St. Isidor     | Saalbau mit Dachreiter, 1. Viertel 17. Jahrhundert; mit Ausstattung | D-1-87-122-42 Wikidata | weitere Bilder                          |
| Maxhofen Wertacher Straße 10 (Standort)          | Schloss Maxhofen                        | Dreiflügelige Anlage, Hauptbau, zweigeschossiger Schopfwalmdachbau mit gartenseitigem Mittelportikus und Dreiecksgiebel, erbaut 1513, erneuert 1661, im Innern Schloßkapelle; mit Ausstattung Nördlicher und südlicher Seitenflügel: Eingeschossiger Mansardwalmdachbau, durch Torbogen jeweils mit dem Hauptbau verbunden. Ehrenhof mit Gartenanlage und Kaskade, 2. Hälfte 18. Jahrhundert | D-1-87-122-43 Wikidata | weitere Bilder                          |
| Mittenkirchen Leonhardistraße 14 (Standort)      | Bauernhaus, Einfirsthaus                | Zweieinhalbgeschossiger Flachsatteldachbau mit Laube und Hochlaube, Wirtschaftsteil mit Bundwerk, Mitte 19. Jahrhundert | D-1-87-122-45 Wikidata | Bauernhaus, Einfirsthaus                |
| Mittenkirchen Leonhardistraße 23 (Standort)      | Katholische Filialkirche St. Nikolaus   | Saalbau mit sechseckigem Westturm mit Kuppelhaube, barocke Anlage von Hans Mayr d. Ä., 1688; mit Ausstattung | D-1-87-122-44 Wikidata | weitere Bilder                          |
| Oberholzham Oberholzham 9 (Standort)             | Katholische Filialkirche St. Georg      | Saalbau mit Dachreiter mit barocker Haube und Wandbild des Hl. Georg, Anlage im neubarocken Stil, 1923; mit Ausstattung | D-1-87-122-46 Wikidata | weitere Bilder                          |
| Oberwall Oberwall 1 (Standort)                   | Katholische Kapelle St. Vigilius        | Massivbau mit Satteldach, hohem Dachreiter mit gotischem Helm, Chor und einfacher Putzgliederung, 1. Hälfte 19. Jahrhundert; mit Ausstattung | D-1-87-122-47 Wikidata | weitere Bilder                          |
| Orthofen Orthofen 2 (Standort)                   | Bauernhaus, Wohnteil des Einfirsthauses | Zweigeschossiger Flachsatteldachbau mit giebelseitiger Hochlaube und traufseitiger Laube, 1803 | D-1-87-122-48 Wikidata | Bauernhaus, Wohnteil des Einfirsthauses |
| Sonnenwiechs Sonnenwiechser Straße 33 (Standort) | Katholische Kapelle, Lourdeskapelle     | Satteldachbau mit geschweiftem Giebel, Dachreiter und Putzgliederungen, in historisierender Formensprache, zweite Hälfte 19. Jahrhundert | D-1-87-122-51 Wikidata | weitere Bilder                          |
| Sonnenwiechs Sonnenwiechser Straße 45 (Standort) | Bauernhaus, Mitterstallhaus             | Zweigeschossiger Flachsatteldachbau mit giebel- und traufseitigen Balusterlauben, verbrettertem Obergeschoss und Giebel sowie Giebelkruzifix, Ende 18. Jahrhundert, um 1900 | D-1-87-122-50 Wikidata | weitere Bilder                          |
| Unterholzham Unterholzham 72 (Standort)          | Katholische Kapelle                     | Massivbau mit Satteldach, Dachlaterne und barocker Ausstattung, 1. Hälfte 18. Jahrhundert, 1968; bei Haus Nr. 72 | D-1-87-122-52 Wikidata | weitere Bilder                          |
| Unterwall Unterwall 23 (Standort)                | Bauernhaus, Einfirsthaus                | Zweigeschossiger Flachsatteldachbau aus unverputztem Mischmauerwerk mit Hochlaube, Stallteil mit Bundwerk, letztes Viertel 19. Jahrhundert | D-1-87-122-54 Wikidata | weitere Bilder                          |
| Waith Waith 41 (Standort)                        | Katholische Kapelle St. Rochus          | Massivbau mit Satteldach und Dachreiter, 1634/35; mit Ausstattung; bei Haus Nr. 10 | D-1-87-122-55 Wikidata | weitere Bilder                          |

## Ehemalige Baudenkmäler
In diesem Abschnitt sind Objekte aufgeführt, die noch existieren und früher einmal in der Denkmalliste eingetragen waren, jetzt aber dort nicht mehr aufgelistet sind.

| Lage                                                                                       | Objekt                                                                                   | Beschreibung | Akten-Nr.              | Bild                       |
| ------------------------------------------------------------------------------------------ | ---------------------------------------------------------------------------------------- | --- | ---------------------- | -------------------------- |
| Ginsham Ginsham 28 (Standort)                                                              | Bundwerk                                                                                 | Bundwerk am Wirtschaftsteil, erste Hälfte 19. Jahrhundert                                                                                          | D-1-87-122-17 Wikidata | Bundwerk                   |
| Ginsham 29 (Standort)                                                                      | Bauernhaus                                                                               | Einfirsthaus, zweigeschossiger Putzbau mit barocken Balkenköpfen, am Wirtschaftsteil Bundwerk, 1842                                                | D-1-87-122-18 Wikidata | weitere Bilder             |
| Högling Dorfstraße 32 (Standort)                                                           | Bundwerkwand                                                                             | Bundwerkwand am Wirtschaftsteil, Mitte 19. Jahrhundert                                                                                             | D-1-87-122-25 Wikidata | BW                         |
| Högling Lindenstraße 23 (Standort)                                                         | Ehemaliges Kleinbauernhaus                                                               | Zweigeschossiger Putzbau mit Flachsatteldach über Blockbau-Kniestock, Hochlaube mit Holzbrüstung, Mitte 19. Jahrhundert; Tenne um 1960 abgetragen. | D-1-87-122-30 Wikidata | Ehemaliges Kleinbauernhaus |
| Hornau Hornau 29 (Standort)                                                                | Bauernhaus, Wohnteil des Einfirsthauses                                                  | Zweigeschossiger Flachsatteldachbau mit Blockbauobergeschoss, Laube und verbretterter Hochlaube, 18. Jahrhundert                                   | D-1-87-122-33 Wikidata | BW                         |
| Kirchdorf a. Haunpold Ginshamer Straße 17, an der Traufseite (Standort)                    | Bundwerk                                                                                 | Bezeichnet mit dem Jahr 1846. | D-1-87-122-37 Wikidata | Bundwerk                   |
| Heufeld Justus-von-Liebig-Straße 13, 15, 17, 19, 21, 23, 25, 27, 29, 31, 33, 35 (Standort) | Reihe von Arbeiterhäusern der ehemaligen Liebig'schen Fabrik, sogenannte „Zwölf Apostel“ | Schlichte zweigeschossige Putzbauten mit vorstehenden Flachsatteldächern; offene Bauweise; 1857/1858                                               | D-1-87-122-22 Wikidata | BW                         |
| Sonnenwiechs Sonnenwiechser Straße 37 (Standort)                                           | Bauernhaus                                                                               | Am Wirtschaftsteil Bundwerk, Mitte 19. Jahrhundert                                                                                                 | D-1-87-122-49 Wikidata | Bauernhaus                 |
| Unterstaudhausen Unterstaudhausen 1 (Standort)                                             | Bauernhaus                                                                               | Blockbau, verputzt, mit umlaufender Laube und Giebellaube. Am Wirtschaftsteil Bundwerk. Zweite Hälfte 18. Jahrhundert                              | D-1-87-122-53 Wikidata | BW                         |